# Макеева, Варвара Витальевна
Варвара Витальевна Зимина, в девичестве Серова (родилась 30 апреля 1998) — российская хоккеистка на траве, защитница клуба «Динамо-Электросталь». Мастер спорта России.

## Биография
Выпускница УОР № 1 Московской области. Выступает за клуб «Динамо-Электросталь», с 2015 года сыграла 113 игр и забила 5 голов. Дважды бронзовый призёр чемпионата России. В 2019 году выиграла второй дивизион чемпионата Европы по индор-хоккею U-21. За сборную до 18 лет сыграла 5 матчей (1 гол), за сборную до 21 года провела 10 матчей (1 гол). Участница молодёжного чемпионата Европы 2019 года в Валенсии (5-е место и путёвка на Кубок мира 2021 года). В основной сборной провела 8 встреч, заявлена на чемпионат Европы 2019 года в высшем дивизионе.